# Caranginae
Die Caranginae sind eine aus über 100 Arten bestehende Unterfamilie  der Stachelmakrelen (Carangidae).

## Merkmale
Die Arten der Caranginae haben langgestreckte oder hochrückige Körper, sind seitlich stark oder bei wenigen Arten nur leicht abgeflacht und mit kleinen Cycloidschuppen bedeckt. Sie werden 23 (Pseudocaranx dinjerra) bis 170 cm (Caranx ignobilis) lang. Die Seitenlinie ist auf ihrer gesamten Länge oder nur im vorderen Abschnitt mit Schuppen bedeckt. Die sind bei Choroscombrus und den hochrückigen Arten sehr klein. Die Arten der Caranginae haben zehn Rumpfwirbel und 14, in wenigen Fällen auch 15 Schwanzwirbel. Die Afterflosse ist genau so lang wie der weichstrahlige Abschnitt der Rückenflosse oder kürzer und deutlich länger als der Abstand zwischen Bauchflossen und Afterflosse. Die Rückenflosse hat sieben bis acht Stacheln. Die Brustflossen sind oft sichelförmig, die Bauchflossen in den meisten Fällen klein. Die Schwanzflosse ist gegabelt. Im Schwanzflossenskelett finden sich zwei Epuralia und Hypuralia, die zu zwei Knochenplatten zusammengewachsen sind. Die Prämaxillare ist beweglich. Eine Supramaxillare ist vorhanden. Die Anzahl der Branchiostegalstrahlen liegt bei sieben.

## Gattungen und Arten

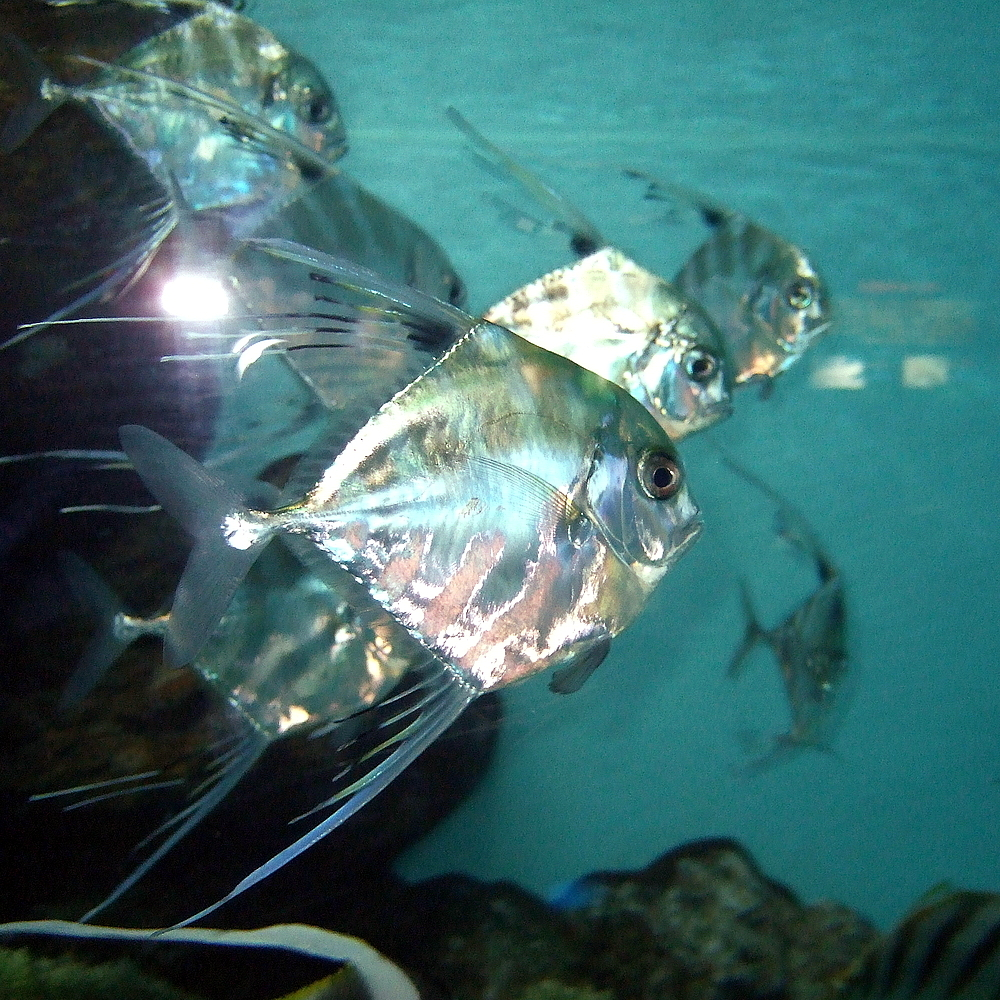
Fadenmakrele
(Alectis ciliaris)

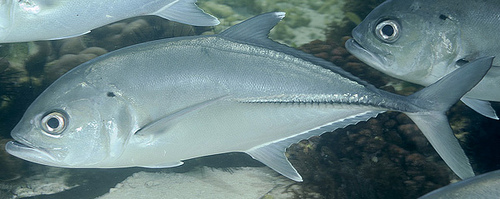
Caranx sexfasciatus

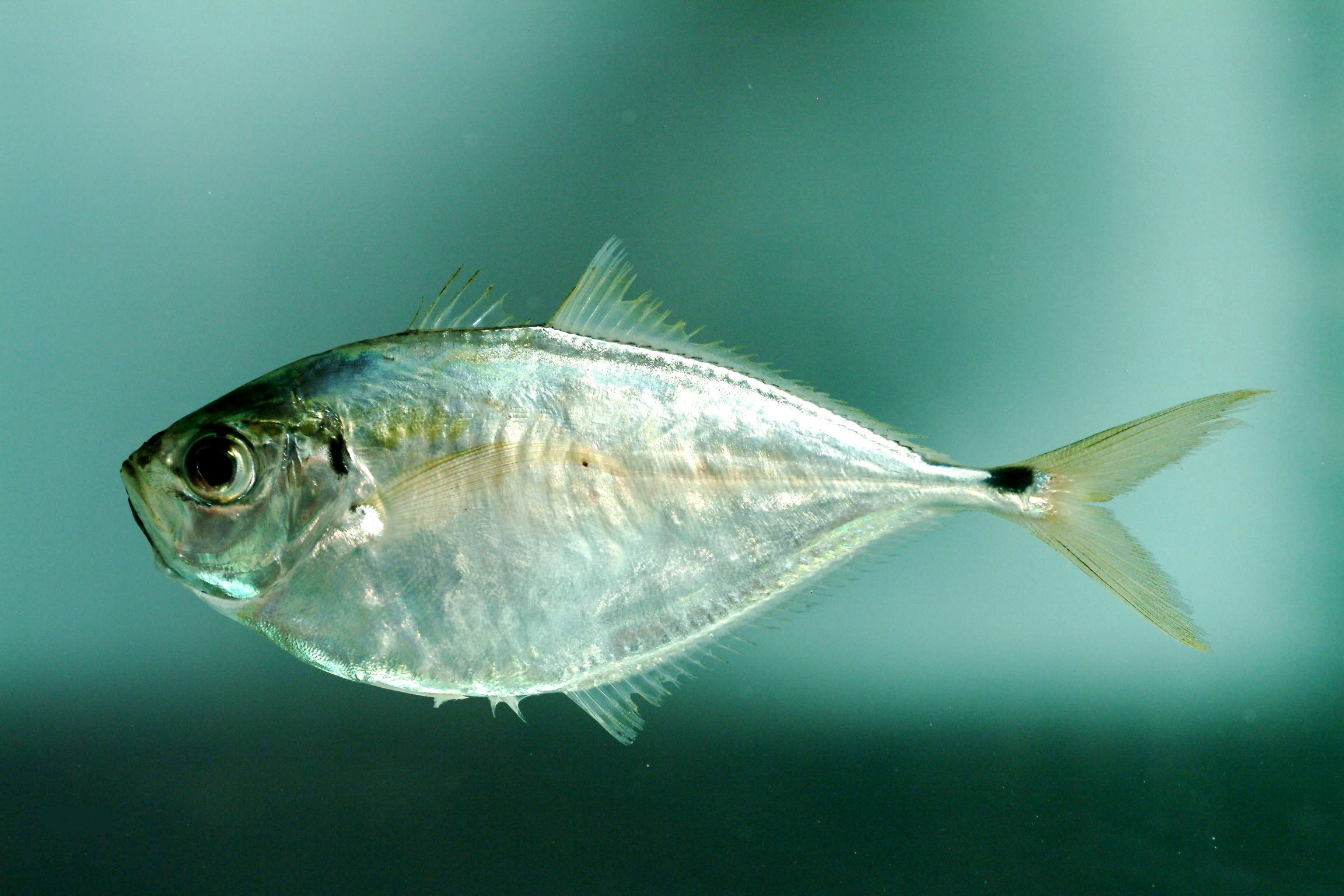
Chloroscombrus chrysurus

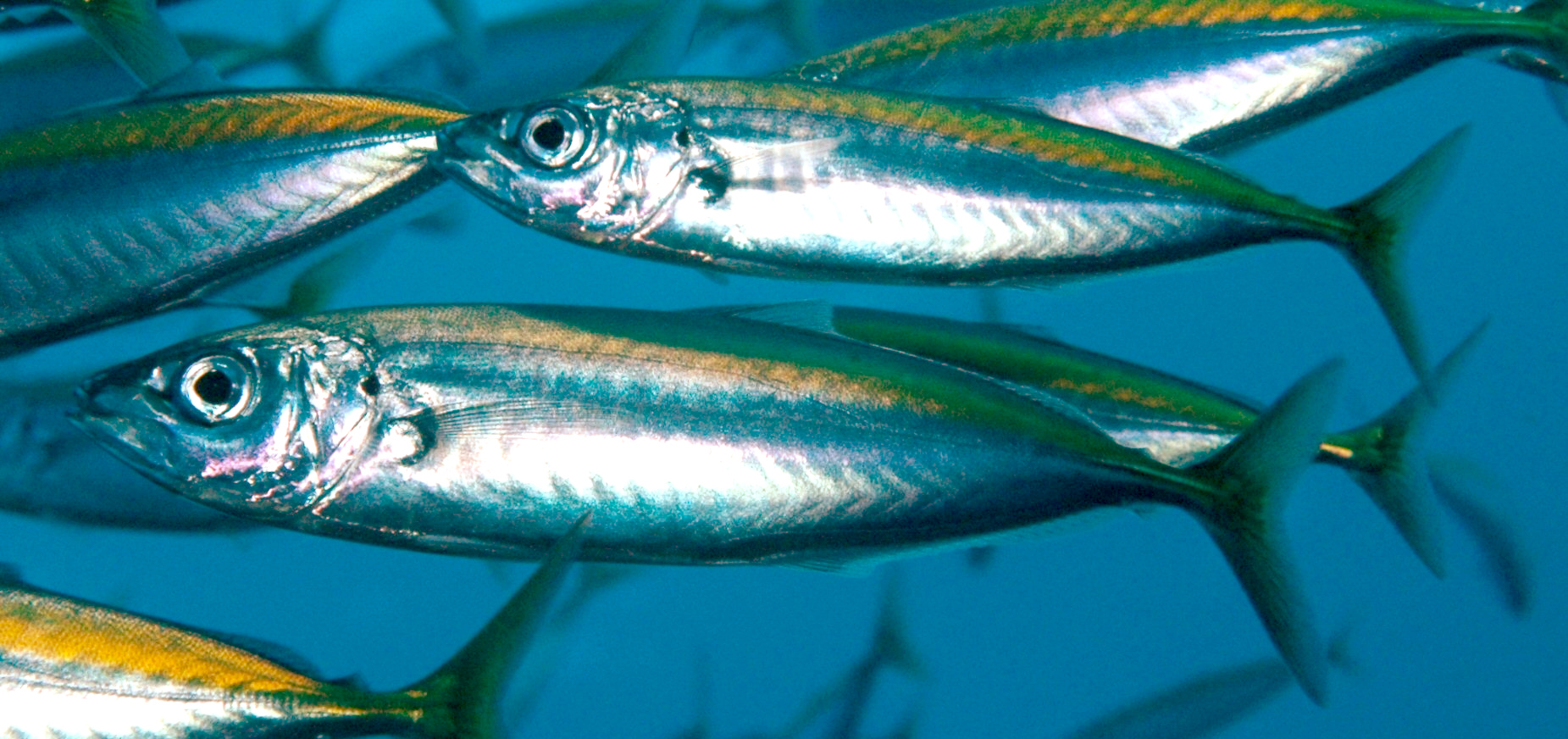
Decapterus koheru

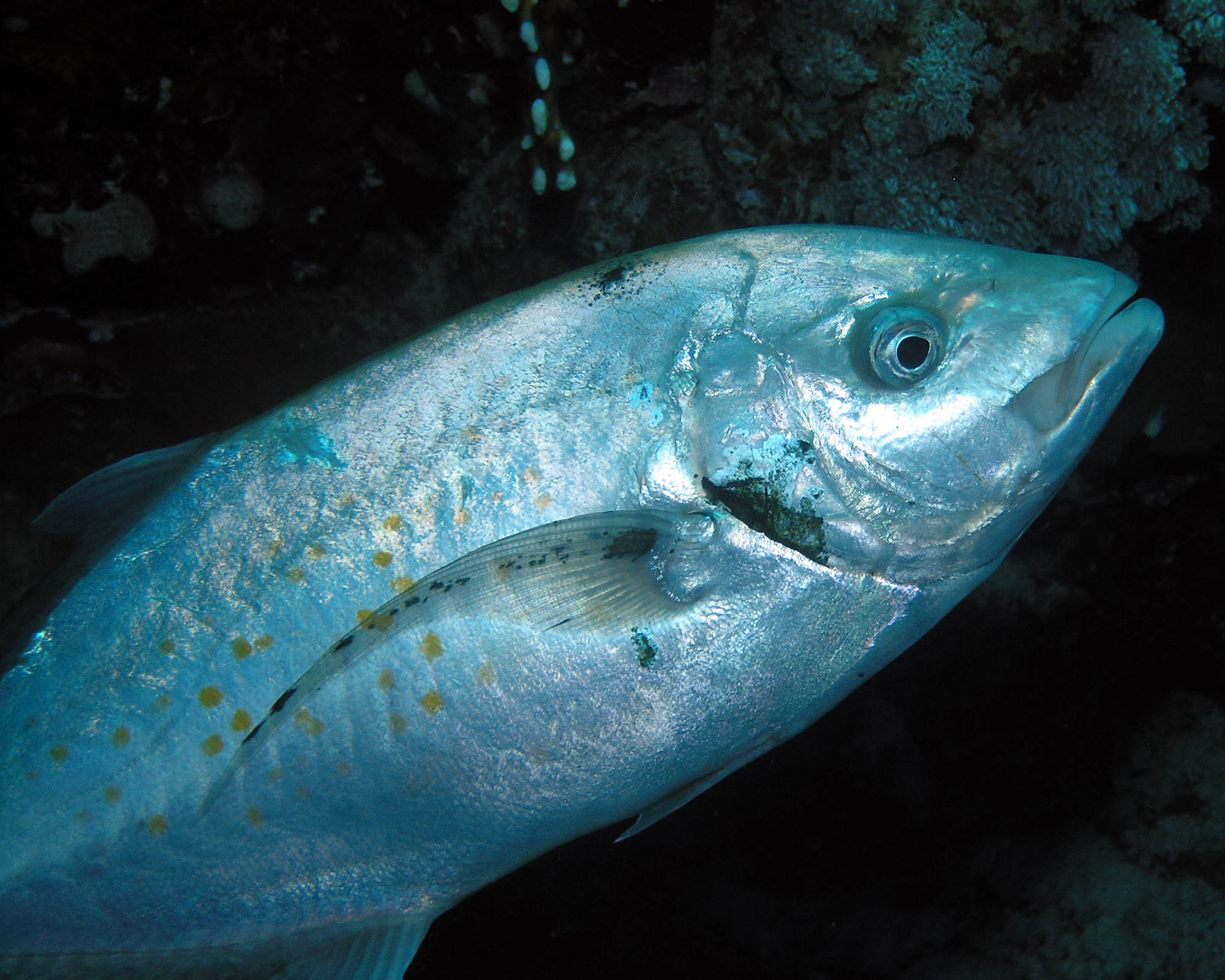
Flavocaranx bajad

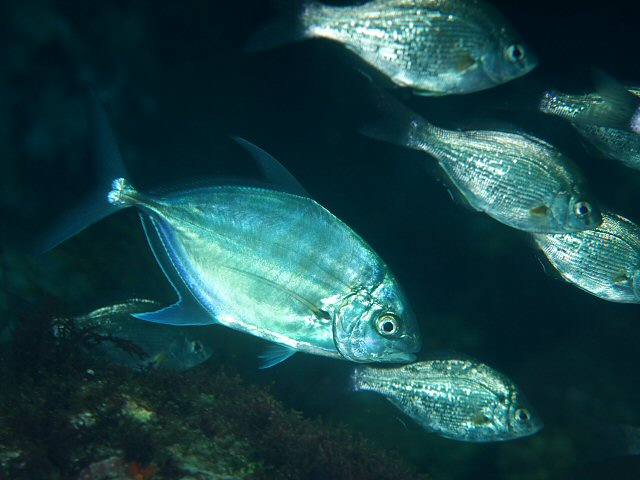
Ferdauia ferdau

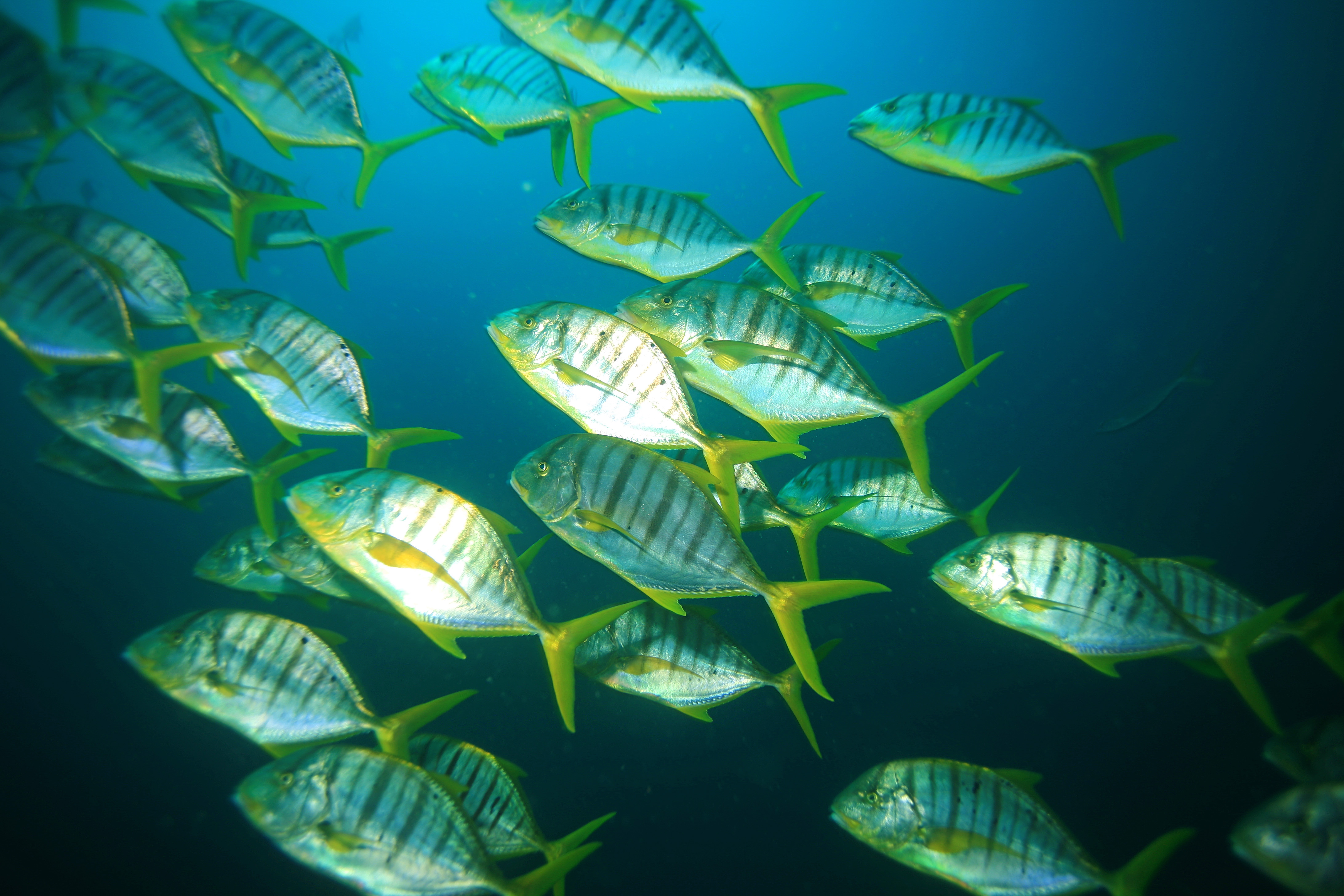
Gnathanodon speciosus

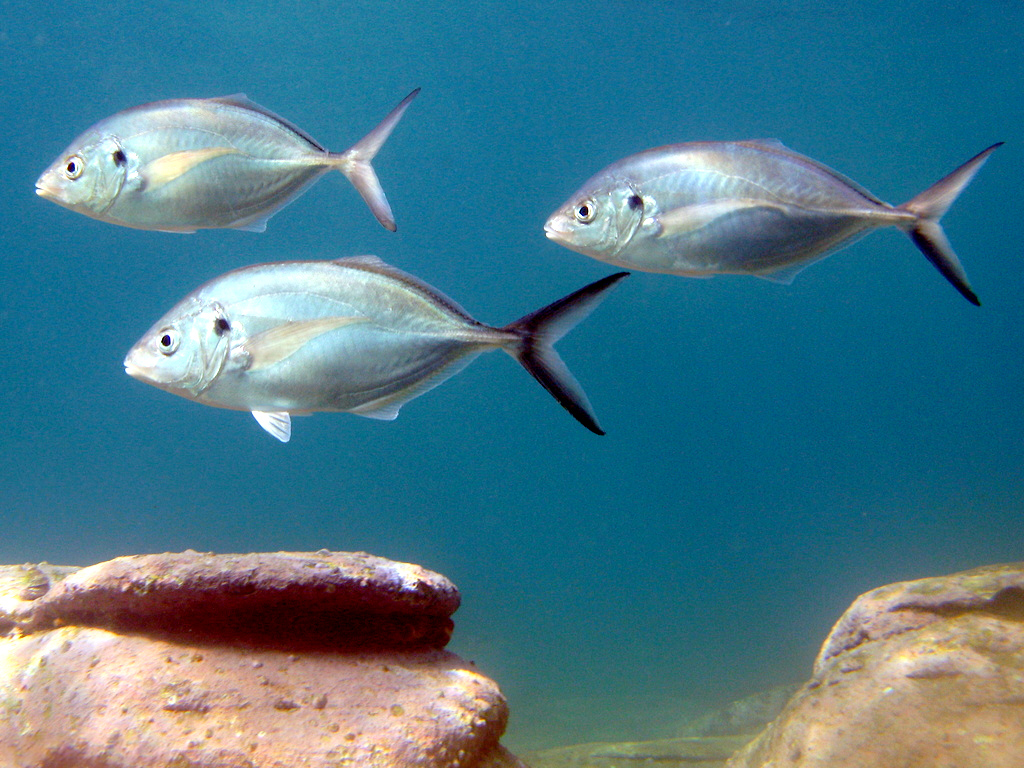
Pseudocaranx dentex

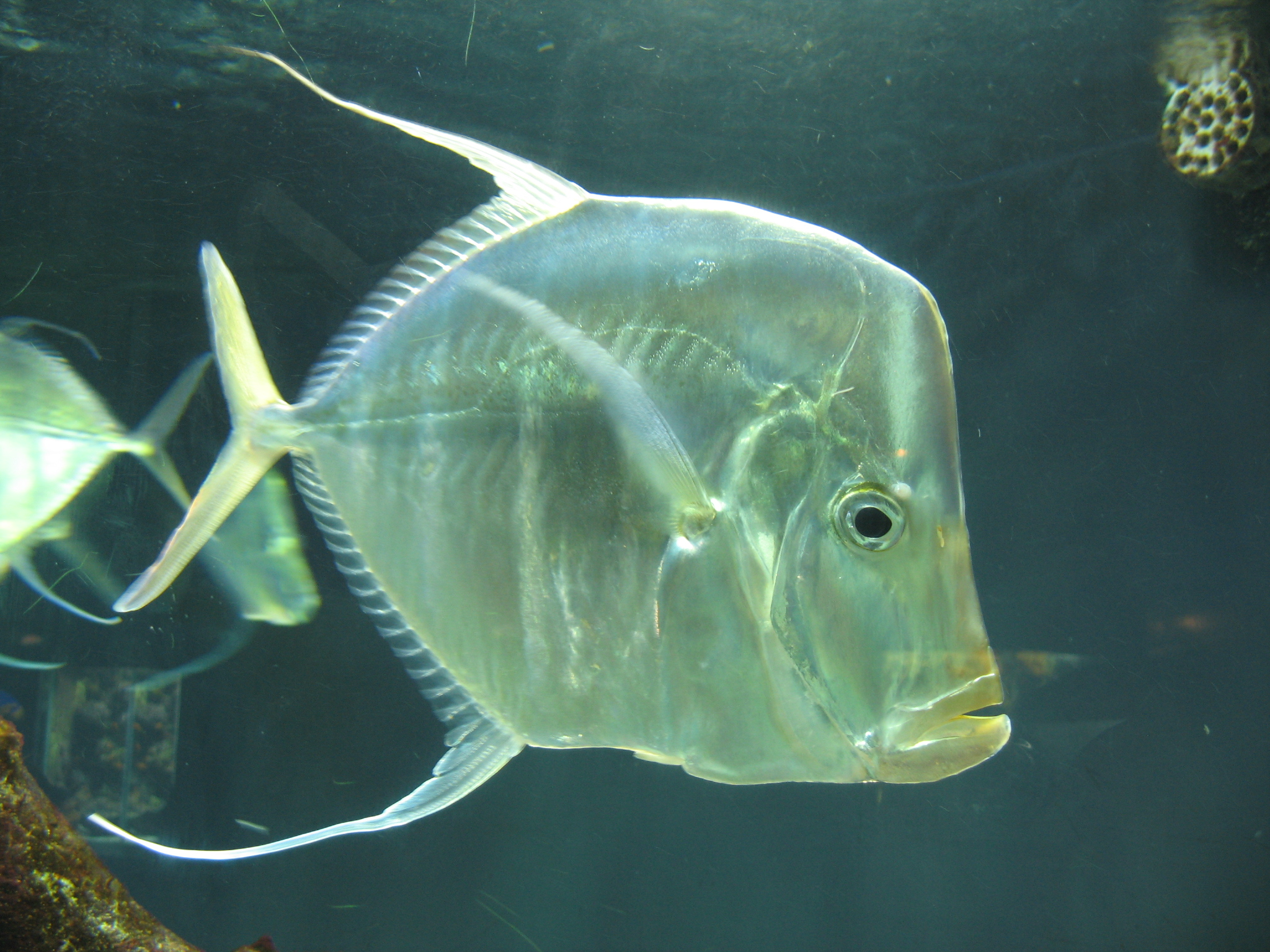
Bodengucker
(Selene vomer)

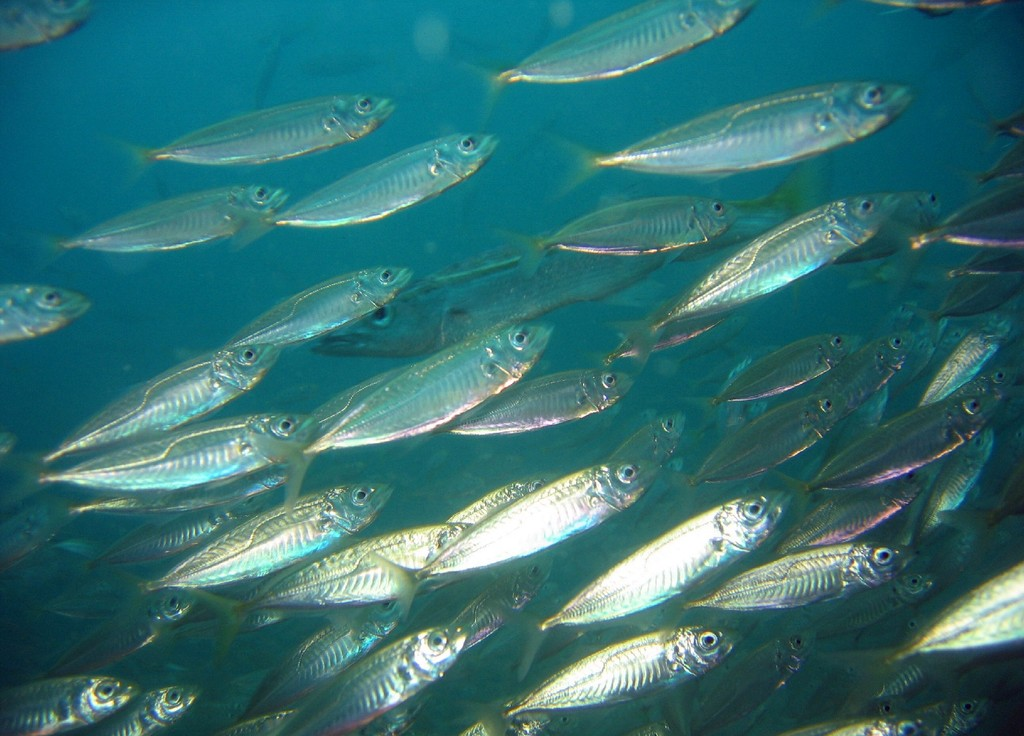
Trachurus declivis

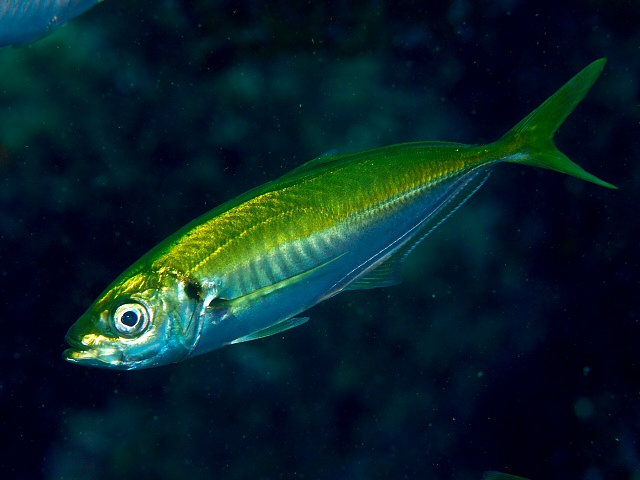
Trachurus japonicus

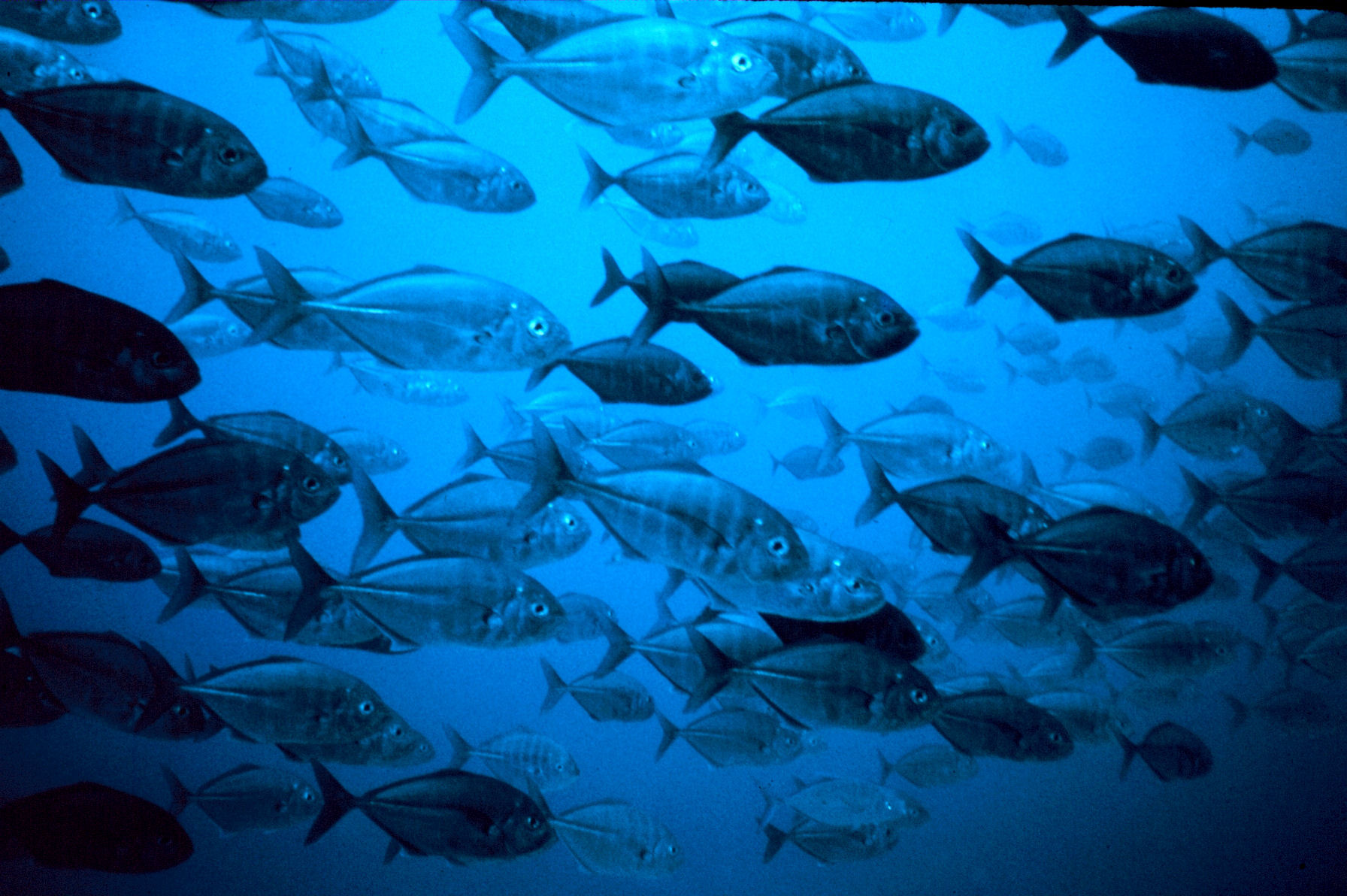
Uraspis helvola

Zur Unterfamilie Caranginae gehören über 30 Gattungen und über 100 Arten:
- Gattung Alectis
  - Afrikanische Fadenmakrele (Alectis ciliaris (Bloch, 1787))
- Gattung Alepes
  - Alepes apercna (Grant, 1987)
  - Alepes djedaba (Forsskål, 1775)
  - Alepes kleinii (Bloch, 1793)
  - Alepes melanoptera (Swainson, 1839)
  - Alepes vari (Cuvier, 1833)
- Gattung Atropus
  - Atropus armatus (Forsskål, 1775)
  - Atropus atropos (Bloch & Schneider, 1801)
  - Atropus hedlandensis (Whitley, 1934)
- Gattung Atule
  - Atule mate (Cuvier, 1833)
- Gattung Campogramma
  - Campogramma glaycos (Lacépède, 1801)
- Gattung Carangichthys Bleeker, 1853
  - Carangichthys dinema (Bleeker, 1851)
  - Carangichthys humerosus (McCulloch, 1915)
  - Carangichthys oblongus (Cuvier, 1833)
- Gattung Carangoides The revised Carangoides consists of only two species, resurrected 
  - Carangoides ire (Cuvier in Cuvier & Valenciennes 1833)
  - Carangoides praeustus (Anonymous [Bennett] 1830)
- Gattung Caranx Lacépède, 1801 
  - 19 Arten
- Gattung Chloroscombrus
  - Chloroscombrus chrysurus (Linnaeus, 1766)
  - Chloroscombrus orqueta (Jordan & Gilbert, 1883)
- Gattung Craterognathus Kimura et al., 2022
  - Craterognathus plagiotaenia (Bleeker, 1857)
- Gattung Decapterus
  - Decapterus akaadsi (Abe, 1958)
  - Decapterus koheru (Hector, 1875)
  - Decapterus kurroides (Bleeker, 1855)
  - Decapterus lajang (Bleeker, 1855)
  - Decapterus macarellus (Cuvier, 1833)
  - Decapterus macrosoma (Bleeker, 1851)
  - Decapterus maruadsi (Temminck & Schlegel, 1843)
  - Decapterus muroadsi (Temminck & Schlegel, 1844)
  - Decapterus punctatus (Cuvier, 1829)
  - Decapterus russelli (Rüppell, 1830).
  - Decapterus scombrinus (Valenciennes, 1846)
  - Decapterus smithvanizi Kimura et al., 2013
  - Decapterus tabl (Berry, 1968)
- Gattung Euprepocaranx Kimura et al., 2022
  - Euprepocaranx dorsalis (Gill, 1863)
- Gattung Ferdauia Jordan, Evermann & Wakiya in Jordan, Evermann & Tanaka 1927
  - Ferdauia ferdau (Fabricius in Niebuhr, 1775)
  - Ferdauia orthogrammus (Jordan & Gilbert, 1882).
- Gattung Flavocaranx Kimura et al., 2022
  - Flavocaranx bajad (Forsskål, 1775)
- Gattung Gnathanodon
  - Gnathanodon speciosus (Forsskål, 1775).
- Gattung Hemicaranx
  - Hemicaranx amblyrhynchus (Cuvier, 1833)
  - Hemicaranx bicolor (Günther, 1860)
  - Hemicaranx leucurus (Günther, 1864)
  - Hemicaranx zelotes (Gilbert, 1898)
- Gattung Kaiwarinus
  - Kaiwarinus equula (Temminck & Schlegel, 1844)
- Gattung Megalaspis
  - Megalaspis cordyla (Linnaeus, 1758)
- Gattung Pantolabus
  - Pantolabus radiatus (Macleay, 1881)
- Gattung Paraselene Kimura et al., 2022
  - Paraselene orstedii (Lütken, 1880)
- Gattung Parastromateus
  - Parastromateus niger (Bloch, 1795)
- Gattung Platycaranx Kimura et al., 2022
  - Platycaranx chrysophrys (Cuvier, 1833)
  - Platycaranx malabaricus (Bloch & Schneider, 1801)
  - Platycaranx talamparoides (Bleeker, 1852)
- Gattung Pseudocaranx
  - Pseudocaranx chilensis (Guichenot, 1848)
  - Pseudocaranx dentex (Bloch & Schneider, 1801)
  - Pseudocaranx dinjerra (Smith-Vaniz & Jelks, 2006)
  - Pseudocaranx wrighti (Whitley, 1931)
- Gattung Selar
  - Selar boops (Cuvier, 1833)
  - Selar crumenophthalmus (Bloch, 1793)
- Gattung Selaroides
  - Selaroides leptolepis (Cuvier, 1833)
- Gattung Selene
  - Selene brevoortii (Gill, 1863)
  - Selene brownii (Cuvier, 1816)
  - Selene peruviana (Guichenot, 1866)
  - Selene setapinnis (Mitchill, 1815)
  - Selene spixi (Castelnau, 1855)
  - Bodengucker (Selene vomer) (Linnaeus, 1758)
- Gattung Seriolina
  - Seriolina nigrofasciata (Rüppell, 1829)
- Gattung Scyris Cuvier 1829 
  - Alexandria-Fadenmakrele (Scyris alexandrina (Geoffroy Saint-Hilaire, 1817))
  - Indische Fadenmakrele (Scyris indicus (Cuvier, 1833))
- Gattung Trachurus
  - Trachurus aleevi (Rytov & Razumovskaya, 1984)
  - Trachurus capensis (Castelnau, 1861)
  - Trachurus declivis (Jenyns, 1841)
  - Trachurus delagoa (Nekrasov, 1970)
  - Trachurus indicus (Cuvier, 1833)
  - Trachurus japonicus (Temminck & Schlegel, 1844).
  - Trachurus lathami Nichols, 1920
  - Trachurus longimanus (Norman, 1935)
  - Mittelmeer-Bastardmakrele (Trachurus mediterraneus) (Steindachner, 1868)
  - Trachurus murphyi Nichols, 1920
  - Trachurus novaezelandiae (Richardson, 1843)
  - Trachurus picturatus (Bowdich, 1825)
  - Trachurus symmetricus (Ayres, 1855)
  - Bastardmakrele (Trachurus trachurus) (Linnaeus, 1758)
  - Trachurus trecae (Cadenat, 1950)
- Gattung Turrum Whitley, 1932
  - Turrum coeruleopinnatum (Rüppell, 1830)
  - Turrum fulvoguttatum (Forsskål, 1775)
  - Turrum gymnostethus (Cuvier, 1833)
- Gattung Ulua
  - Ulua aurochs (Ogilby, 1915)
  - Ulua mentalis (Cuvier, 1833)
- Gattung Uraspis
  - Uraspis helvola (Forster, 1801)
  - Uraspis uraspis (Günther, 1860)

## Belege
1. ↑  Joseph S. Nelson, Terry C. Grande, Mark V. H. Wilson: Fishes of the World. Wiley, Hoboken, New Jersey, 2016, ISBN 978-1118342336. Seite 386.
2. 1 2  A. F. Bannikov: On the taxonomy, composition and origin of the family Carangidae. Journal of Ichthyology 27(1):1-8 · Januar 1987 PDF. Seite 4–5.
3. ↑  Caranginae auf Fishbase.org (englisch)
4. ↑  Pseudocaranx dinjerra auf Fishbase.org (englisch)
5. ↑  Caranx ignobilis auf Fishbase.org (englisch)
6. ↑  Kimura, S., Takeuchi, S. & Yadome, T. (2022): Generic revision of the species formerly belonging to the genus Carangoides and its related genera (Carangiformes: Carangidae). Ichthyological Research, Januar 2022. doi: 10.1007/s10228-021-00850-1